# Козловский, Павел Александрович
Павел Александрович Козловский (20 июля 1845—1923) — русский военный деятель, генерал от кавалерии, участник русско-турецкой войны 1877—1878 гг.

## Семья
По отцовской линии:
Дедушка — Еремей (Дмитрий) Иванович Козловский (1760 — 1834 гг.), подполковник артиллерии, предводитель дворянства Шацкого уезда в 1812 — 1813 год, за что награждён орденом Святой Анны II степени. Владел селом Дудкино и Богданово. Балашовы любили останавливаться у Козловских. Семейство Ралль дружили с Козловскими.
Бабушка — Елизавета Дмитриевна Козловская (в дев. Балашова), сестра известного государственного деятеля Александра Дмитриевича Балашова.
По материнской линии:
Дедушка — Богдан (Готлиб) Иванович Вульф, полковник, плац-майор Свеаборгской крепости.
Бабушка — Каролина Андреевна Вульф (в дев. Вирениус).
Мать — Юлия Богданова Козловская (в дев. Вульф), лютеранского вероисповедания, Великое княжество Финляндское.
Отец — Александр Еремеевич (Дмитриевич) Козловский (1803 г.р.), майор Новоингерманландского пехотного полка. Дослужился до звания полковника.
Сестры и братья:
1. Елизавета Александровна Козловская родилась 7 [19] июля 1833 г. в крепости Свеаборг.
2. Александр Александрович Козловский родился 30 ноября [12 декабря] 1835 г. в крепости Свеаборг.
3. Дмитрий Александрович Козловский, капитан, родился 15 [27] ноября 1837 г. Женат на Александре Васильевне Милитинской.
4. Михаил Александрович Козловский, генерал-лейтенант, родился 16 [28] января 1840 г. в крепости Свеаборг . Умер в 1899 г., скорее всего, в г. Тараща. Женат на дочери корнета Курчанинова, Аделаиде Иосафовне (родилась 6 [18] июля 1841 г.) Белгородский уезд. Село Пяти-Яруг, Кобелевка тож. Козловской.
5. Екатерина Александровна Козловская родилась 19 [31] августа 1842 г.
6. Александра Александровна Козловская (в замуж. Боброва) родилась 24 апреля [6 мая] 1844 г.
7. Ольга Александровна Козловская родилась 17 [29] декабря 1848 г.
8. Юлия Александровна Козловская (в замуж. Николаева) родилась 7 [19] марта 1850 г.
9. Евгения Александровна Козловская (по первому мужу — Виноградова, по второму — Нестерова) родилась 27 ноября [9 декабря] 1852 г. в Гельсингфорсе.
Супруга — Варвара Андреевна Козловская. Около 1898 г. родилась дочь Наталья.

## Биография
Павел Александрович Козловский родился 20 июля [1 августа] 1845 г. в Свеаборгской крепости. 25 июля [6 августа] 1845 г. в Свеаборгской церкви протоиереей Тимофей Соловьев провёл обряд крещения (метрическое свидетельство №4505). 
Получил образование в Тульской гимназии. В военную службу вступил 10 мая 1862 г.
С 1890 г. по 17 июня 1896 г. командир 41-го драгунского Ямбургского полка.
С 17 июня 1896 г. по 19 мая 1898 г. командир 1-й бригады Кавказской кавалерийской дивизии.
С 19 мая 1898 г. по 11 июня 1901 г. начальник 1-й отдельной кавалерийской бригады.
С 11 июня 1901 г. по 2 июля 1907 г. начальник 5-й кавалерийской дивизии.
Со 2 июля 1907 г. командир 1-го Туркестанского армейского корпуса.
С 1912 г. в отставке по возрасту.
После октября 1917 г. остался в России и поступил на службу в РККА. В 1922 г. преподавал тактику в Московской кавалерийской школе.
Умер в 1923 г.

## Послужной список
- 17.12.1878 — подполковник,
- 18.04.1882 — полковник,
- 17.06.1896 — генерал-майор,
- 6.12.1902 — генерал-лейтенант,
- 6.12.1908 — генерал от кавалерии.

## Награды
- Орден Святого Владимира 3-й степени (1899)
- орден Святого Станислава 1-й степени (1904)
- Орден Святой Анны 1-й степени (1907)